# حقنة مغذية
الحقنة المغذية أو ما يعرف بـ التغذية عن طريق المستقيم أو التغذية المستقيمية أو الإطعام عن طريق المستقيم عبارة عن حقنة شرجية تحتوي على سائل ، و تُستعمل بقصد توفير التغذية عندما يتعذّر الأكل بشكل طبيعي. وعلى الرغم من قِدم هذا العلاج الذي يعود تاريخه إلى عصر جالينوس على أقل تقدير، وشيوع استخدامه في العصور الوسطى، واستمراره كتقنية شائعة في طب القرن التاسع عشر؛ إلا أنه قد تم استبدال أنبوب التغذية والتغذية الوريدية بالحقن المغذية في مجال الرعاية الطبية الحديثة.
وعلى مر التاريخ، تم استخدام مجموعة متنوعة من الخلطات المختلفة مع الحقن المغذية. وذكرت دراسة نشرت في مجلة نيتشر (Nature) في عام 1926 أنه نظرًا لخلو المستقيم والقناة الهضمية السفلية من الإنزيمات الهضمية، فإنه من المرجح أن يتم فقط امتصاص النواتج النهائية لعملية الهضم الطبيعية مثل المواد السكرية والأحماض الأمينية والملح والكحول.
ومن المعروف أنه تم تقديم هذا العلاج للرئيس الأمريكي جيمس جارفيلد بعد إطلاق النار عليه في عام 1881، وثبت أنه قد ساهم في إطالة حياته.